# Synopsis methodica fungorum
Synopsis methodica fungorum («Методическая сводка грибов») — работа в двух томах, написанная южноафриканским и нидерландским микологом Христианом Генрихом Персоном (1761/1762—1836).
Стандартное обозначение названия книги при использовании в номенклатурных цитатах — Syn. meth. fung.

## Общая информация
Полное название работы — Synopsis methodica fungorum. Sistens enumerationem omnium huc usque detectarum specierum, cum brevibus descriptionibus nec non synonymis et observationibus selectis.
Первый том работы, Pars prima, был издан Генрихом Дитерихом в 1801 году в Гёттингене. В него входило 240 страниц и 5 чёрно-белых гравюр на меди. Второй том «Сводки грибов», Pars secunda, с 466 страницами (с 241 по 706), был издан в том же году.
В 1808 году Георг Герман Люнеман (1780—1830) создал алфавитный указатель к работе Персона из 36 страниц, изданный в Гёттингене. Полное название указателя — Index botanicus sistens omnes fungorum species in D.C.H. Persoonii Synopsi methodica fungorum enumeratas una cum varietatibus et synonymis, confectus a D.G.H.L.
В 1819 году Synopsis fungorum была переиздана Т. И. М. Форстером в Лондоне. В 1952 году в Нью-Йорке было издано факсимиле «Сводки», включавшее новый титульный лист и алфавитный указатель Люнемана.
До 1981 года дата публикации именно этой работы считалась исходным пунктом номенклатуры устомицетых и гастеромицетовых грибов. В 1981 году исходным пунктом номенклатуры этих грибов была признана дата публикации Species plantarum Карла Линнея — 1 мая 1753 года; однако при синонимизации названия Персона имеют приоритет над более ранними.
Неоднократно высказывались предложения считать дату публикации именно этой работы исходным пунктом номенклатуры всех грибов, однако такие предложения приняты не были.